# Zbrodnia przy ulicy Marszałkowskiej 111 w Warszawie
Zbrodnia przy ulicy Marszałkowskiej 111 – zbrodnia na cywilnej ludności warszawskiego Śródmieścia Północnego popełniona przez Niemców podczas powstania warszawskiego. 3 sierpnia 1944 obok gospody „Pod Światełkami” załoga niemieckiego samochodu pancernego rozstrzelała ok. 30–44 polskich cywilów – mieszkańców kamienic przy ul. Marszałkowskiej nr 109, 111, 113.

## Przebieg masakry
Przez pierwsze dni sierpnia 1944 odcinek ulicy Marszałkowskiej zamknięty ulicami Chmielną i Złotą nie był ogarnięty poważniejszymi walkami powstańczymi. 3 sierpnia, około godziny 11:00, pojawił się tam niemiecki samochód pancerny, który jadąc ul. Marszałkowską w kierunku północnym ostrzeliwał okoliczne domy. Pojazd zatrzymał się następnie przed kamienicą nr 113, gdzie wysadził niewielką grupę żołnierzy. Weszli oni na podwórze kamienicy, po czym przeszli na teren sąsiedniego domu nr 111. Według relacji mieszkańca tego domu, Piotra Grzywacza, oddział składał się z jednego Niemca i ośmiu „Ukraińców” ubranych w mundury SS. W meldunku komendanta Obszaru Warszawskiego AK, generała Albina Skroczyńskiego ps. „Łaszcz”, mowa była natomiast o sześciu żołnierzach – w większości „Ukraińcach” („meldunek sytuacyjny nr 5 o represjach niemieckich wobec ludności cywilnej w rejonie Alei Jerozolimskich”, 4 sierpnia 1944).
SS-mani rozkazali mieszkańcom natychmiast zejść na podwórze (polecenie wydano w języku niemieckim, polskim i „ruskim”). Wezwania posłuchało ok. 40 osób. Żołnierze zgromadzili wszystkich przed gospodą „Pod Światełkami” i tam rozstrzelali ogniem broni maszynowej. Nie jest do końca jasne ilu cywilów padło ofiarą tej egzekucji. W meldunku „Łaszcza” była mowa o 20–30 zamordowanych. Zdaniem Piotra Grzywacza ofiar było 37. Z kolei Maja Motyl i Stanisław Rutkowski, autorzy opracowania „Powstanie Warszawskie – rejestr miejsc i faktów zbrodni”, ocenili liczbę zamordowanych na 44. Ofiarą masakry padli mieszkańcy domów przy ulicy Marszałkowskiej nr 109, 111, 113. W gronie zamordowanych znalazły się kobiety i dzieci.

## Epilog
Po dokonaniu zbrodni niemiecki pododdział próbował opuścić kamienicę, lecz uniemożliwił mu to powstańczy ostrzał prowadzony z gmachu hotelu „Metropol” (ul. Marszałkowska, róg Złotej). Niemcy przebywali na terenie domu przez następną dobę. 4 sierpnia do kamienicy wtargnęła sekcja szturmowa z oddziału sztabowego Obszaru Warszawskiego AK, której żołnierze wzięli do niewoli dwóch „Ukraińców”, a pozostałych SS-manów zlikwidowali w trakcie walki. Jeńcy przyznali się do dokonania mordu na cywilach, twierdząc, iż wykonywali rozkaz swojego dowódcy – Niemca. Po przesłuchaniu obaj zostali rozstrzelani.